# Saltos sincronizados
Os saltos sincronizados são uma prova olímpica de saltos ornamentais, disputada por ambos os sexos. A prova consiste em dois saltos ornamentais, efectuados por dois saltadores ao mesmo tempo.
Os saltos sincronizados foram introduzidos no programa olímpico nos Jogos de Sydney em 2000. Há quatro provas disputadas em dois aparelhos:
- Plataforma de 10 metros (homens e senhoras)
- Trampolim de três metros (homens e senhoras)

Enquanto os saltos ornamentais são revistos por 7 juízes, a maior complexidade dos saltos sincronizados requer 9 juízes para pontuar cada salto:
- Quatro classificam a execução individual do salto
- Cinco julgam o sincronismo do salto, tendo em conta: o sincronismo da queda, o sincronismo da posição relativa dos atletas em relação ao cais da piscina e no momento de entrada, e o sincronismo dos elementos acrobáticos.